# Nigidius kinabaluensis
Nigidius kinabaluensis es una especie de coleóptero de la familia Lucanidae.

## Distribución geográfica
Habita en Borneo.